# 李好文
李好文（？—？），字惟中，大名府東明（今山東省東明縣）人，元朝文人，至治元年（1321年）進士，官至光祿大夫，河南行省平章政事，以翰林學士承旨一品俸祿終其身。撰有《長安志圖》、《大寶龜鑑》。

## 生平
至治元年（1321年），李好文登第進士，被任命為大名路濬州判官。入朝擔任翰林國史院編修官、國子助教。
泰定四年（1327年），李好文擔任太常博士。當時有竊賊偷太廟已故君王的牌位，李好文根據禮教，勸說將已故君王牌位採用木制，金玉祭器則放置在其他地方。認為從建國開始，已經過了七八十年，每逢大禮，都是臨時才去拿祭器，博士只得遵照以往的應答。往年有詔令讓李好文編《集禮》，又令各省及各郡縣纂修，導致長久都無法修成的問題。覺得禮樂應依照朝廷標準，不該令郡縣編纂。於是李好文告知掌管太常儀禮院的官員，讓他們選了下屬幾位同僚，又請求調用書閣中相關的資料，以便採用。三年之後成書，共五十卷，名為《太常集禮》。
李好文後來升遷爲國子博士，由於母親逝世而返家，服喪後，被起用為國子監丞，後受命為監察御史。再度使用至元爲年號，身為監察御史的李好文以年號襲舊從古至今從未聽說過抨擊，表示只沿用當時名聲卻沒有當時的繁景，不見得有好處。（實際上元朝以前，晉惠帝年號建武，晉元帝也是號建武。唐高宗有年號上元，而唐肅宗也是有號上元。都是一個朝代有二個相同年號的例子，先例不是始於元朝）並述說了十幾條當今比不上當初至元年間的事。
至元六年（1340年），元惠宗親自在太廟中祭祀，詔令李好文太常禮儀院事。
至正元年（1341年），李好文任國子監祭酒，後被任命為陝西行台活書侍御史，遷任河東道廉訪使。
至正二年（1342年），李好文擬《長安志圖》寫序。
至正三年（1343年），朝廷在郊外舉行祭祀，李好文受詔為同知太常禮儀院事。元順帝親自主持祭祀，抵達元寧宗的廟中時，遣阿魯詢問李好文身為兄長是否該向弟弟拜禮，李好文與博士劉聞回答由於順帝帝位在他人之後，所以該行禮。於是元順帝拜禮。至此以後，每當元順帝主持祭祀時，必任命李好文禮儀使。
至正四年（1344年），李好文被任命為江南行台治書侍御史，李好文還沒出發前去就任，又改任禮部尚書，參與編《遼史》、《金史》、《宋史》，擔任治書侍御史後，仍參與編修史書。不久，李好文參議中書省之事。工作了十天，由於編修史書工作繁忙，仍為治書，李好文後來擔任陝西行台治書侍御史。當時行台中官吏缺人，李好文一人處理行台中的事務。朝廷派使者出巡西蜀，使者報私仇，公藉此污衊廉訪使曾文博、僉事兀馬兒、王武等人。曾文博被害死，兀馬兒被迫認罪，王武不屈服，被判輕侮之罪。李好文率領御史為王武等人的冤情爭辯，並彈劾幾十件奉使不法之事。
至正六年（1346年），李好文擔任翰林侍講學士，兼任國子祭酒，又遷任集賢侍講學士，仍兼任國子祭酒。
至正九年（1349年），李好文出朝擔任參知湖廣行省政事，後改任湖北道廉訪使，不久又被召任為太常禮儀院使。由於皇太子逐漸長大，元順帝為了教育太子，開設端本堂，令太子入學，令右丞相脫脫、大司徒牙不花二人負責端本堂，命李好文以翰林學士的身份教育太子，李好文極力推辭，上書給宰相，宰相將李好文鎖上的書呈給元順帝，元順帝讚嘆李好文，不接受李好文的推辭。李好文摘出《孝經》、《大學》、《論語》、《孟子》、《中庸》等書的重點加以注釋，又取史傳及先儒論說，加上自己的觀點想法，仿照真德秀《大學衍義》的體例，撰書十一卷，書名為《端本堂經訓要義》，進呈奏表給元順帝。元順帝詔令將此書送到端本堂，讓太子學習。李好文後來又集歷代帝王的故事，將國運長短興衰相關輯成書，書名為《大寶錄》，輯前代帝王能效法跟該引以為戒的故事為書，書名為《大寶龜鑑》。
至正十六年（1356年），李好文上書太子希望他能參考自己所推薦的各書（《貞觀政要》、《大學衍義》等書）並推行，認為如果能推廣應用，那麼萬幾之政、太平之治就不難，太子認同並接受李好文的建言。之後，李好文經常以年邁為由打算辭官，一再請辭，卻被任命為光祿大夫、河南行省平章政事，仍以翰林學士承旨一品的俸祿終其身。

## 軼聞

### 目耕夜分
李好文自幼家貧，但十分好學，夜間利用鄰居磨坊燈讀書，幾十餘年從不懈怠。一次降雪，李好文前往村舍向一位老婦借一斗麥，老婦人卻諷刺他拙於耕種。李好文回答：「吾目耕耳。」其後這諺語變廣為流傳。

### 長安志圖
李好文編撰的《長安志圖》共三卷，為重要的方誌，黃虞稷的《千頃堂書目》將書名作為《長安圖記》。
由於《長安志圖》是根據宋敏求的《長安志》而設，所以朱彝尊認為讀宋敏求《長安志》，應配合李好文《長安志圖》。
吳師道對李好文編繪《長安志圖》的情況也有所記載。

### 李好文斷案
李好文擔任監察御史期間，河東有位名為李拜拜的人犯了殺人罪，然而行兇的證據尚未明，案件拖了十四年都還沒判決，李好文怒斥案件豈可以拖太久，於是立刻處理，下令將其釋放。
王爺的師傅撒都剌用腳踢死了人，很多人認為他殺了人但沒用凶器，應該用杖責打他，李好文說：「仗著權勢殺人，比用兇器還可惡，何況他還是在勒索他人時殺人，這很嚴重。」於是下將撒都剌處死，此消息一出，河東地區的人們懾於李好文威猛之政而風氣肅然。

### 挽宋顯夫
宋褧去世後，李好文作《挽宋顯夫》表達對故人的傷痛之情。

## 評價
- 陳旅：清廟顯相，天光嬋嫣。曄如卿雲，奉日周旋。威儀孔度，雅徳式宣。君子之身，禮樂載焉。尚和厥施，以賁八埏。《安雅堂集》

## 延伸阅读
[在维基数据编辑]
 《元史/卷183》，出自宋濂《元史》
 《新元史/卷211》，出自柯劭忞《新元史》

## 外部連結
- 中國哲學書電子化計劃《千頃堂書目》 （页面存档备份，存于）
- 中國哲學書電子化計劃《安雅堂集》 （页面存档备份，存于）